# Campionato italiano a squadre di calcio da tavolo 2006
Il Campionato italiano a squadre di calcio da tavolo del 2006 si è svolto a Reggio Emilia, il girone di andata, e Acireale, il ritorno.

## Classifica
| CLASSIFICA | CLASSIFICA               | Pt | G  | V  | N | P  |
| 1.         | EAGLES NAPOLI            | 36 | 14 | 11 | 3 | 0  |
| 2.         | PERUGIA                  | 31 | 14 | 9  | 4 | 1  |
| 3.         | REGGIANA                 | 28 | 14 | 8  | 4 | 2  |
| 4.         | STELLA ARTOIS MILANO     | 22 | 14 | 5  | 7 | 2  |
| 5.         | ROMA                     | 13 | 14 | 3  | 4 | 7  |
| 6.         | BOLOGNA TIGERS           | 10 | 14 | 2  | 4 | 8  |
| 7.         | BLACK & BLUE- GRANDUCATO | 7  | 14 | 2  | 1 | 11 |
| 8.         | WARRIORS TORINO          | 6  | 14 | 1  | 3 | 10 |

## Formazione della Squadra Campione D'Italia
| Bolognino Massimo  |
| Mettivieri Antonio |
| Hanotiaux Alan     |
| Varriale Vincenzo  |
| Setale Pino        |
| ------------------ |